# Khudaganj
Khudaganj es un pueblo y nagar Panchayat situado en el distrito de Shahjahanpur en el estado de Uttar Pradesh (India). Su población es de 14737 habitantes (2011). 

## Demografía
Según el censo de 2011 la población de Khudaganj era de 14737 habitantes, de los cuales 7848 eran hombres y 6889 eran mujeres. Khudaganj tiene una tasa media de alfabetización del 56,06%, inferior a la media estatal del 67,68%: la alfabetización masculina es del 63,66%, y la alfabetización femenina del 47,31%.